# 鄧履純
鄧履純（1391年—？），字不二，江西吉安府吉水縣人，明朝政治人物。進士出身。

## 生平
湖廣鄉試第十四名。宣德五年（1430年）丁丑科會試第五十二名，殿試登進士第三甲第五十一名。

## 家族
曾祖父鄧存道。祖父鄧思敬。父亲鄧復初。